# دوران زیبا
دوران زیبا (فرانسوی: Belle Époque‎) یا عصر طلایی یک دورهٔ تاریخی در تاریخ غرب است. این دوره به‌طور معمول به عصر پایان جنگ فرانسه و پروس در سال ۱۸۷۱ تا آغاز جنگ جهانی اول به سال ۱۹۱۴ گفته می‌شود. عصر جمهوری سوم فرانسه (آغاز سال ۱۸۷۰) دوره‌ای همراه با خوش‌بینی فلسفی، صلح منطقه‌ای، رفاه اقتصادی، فتح قله‌های کوچ‌نشینی و نوآوری‌های تکنولوژیکی، علمی و فرهنگی بود. در فضای دراماتیک این دوره، به خصوص در پاریس، هنر شکوفا شد. بسیاری از شاهکارهای ادبیات، موسیقی، تئاتر و هنرهای تجسمی به رسمیت شناخته شد. دوران زیبا، در گذشته به نام عصر طلایی و در تقابل با وحشت از جنگ جهانی اول شناخته شده‌است.

## نگارخانه

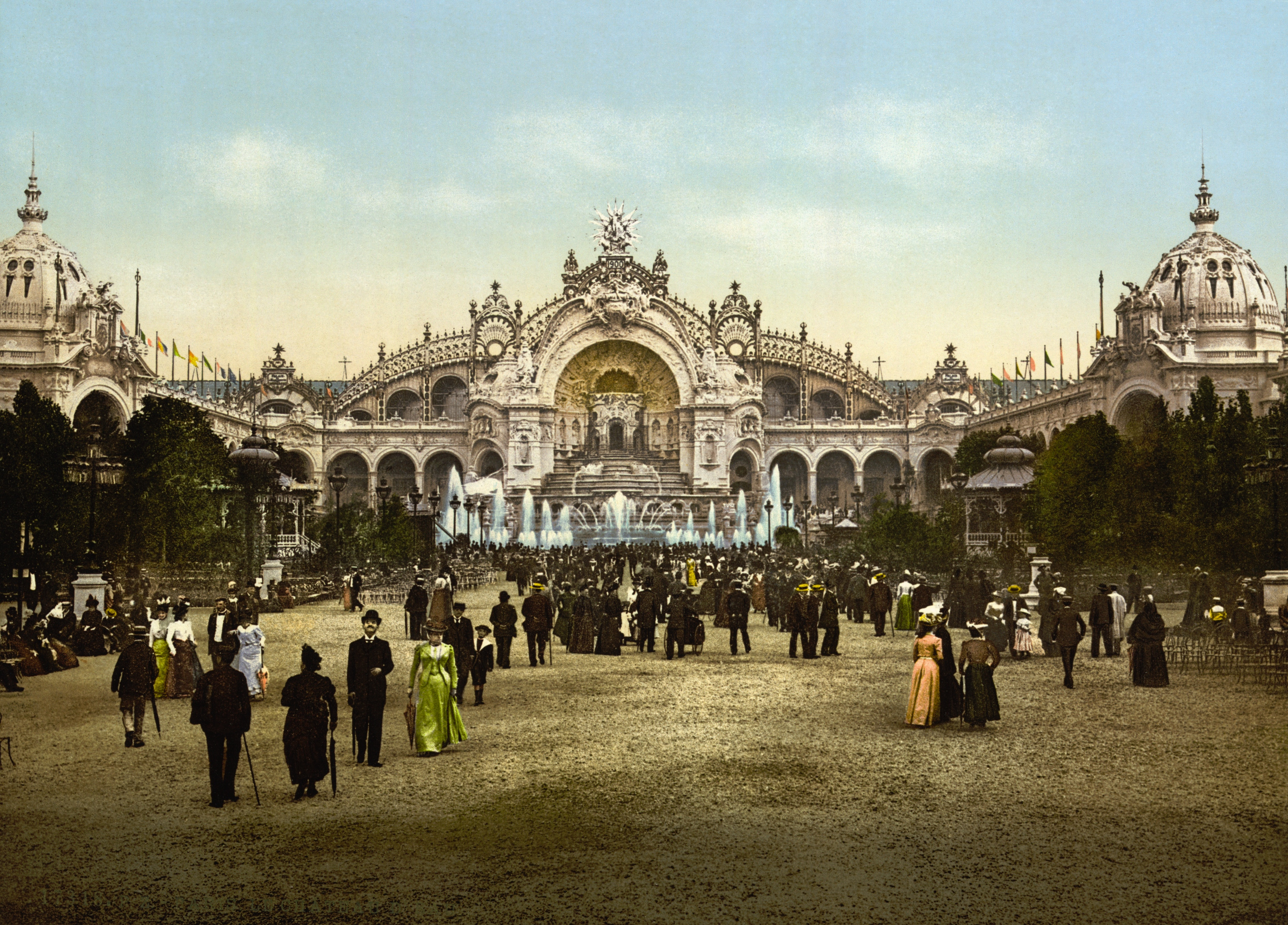
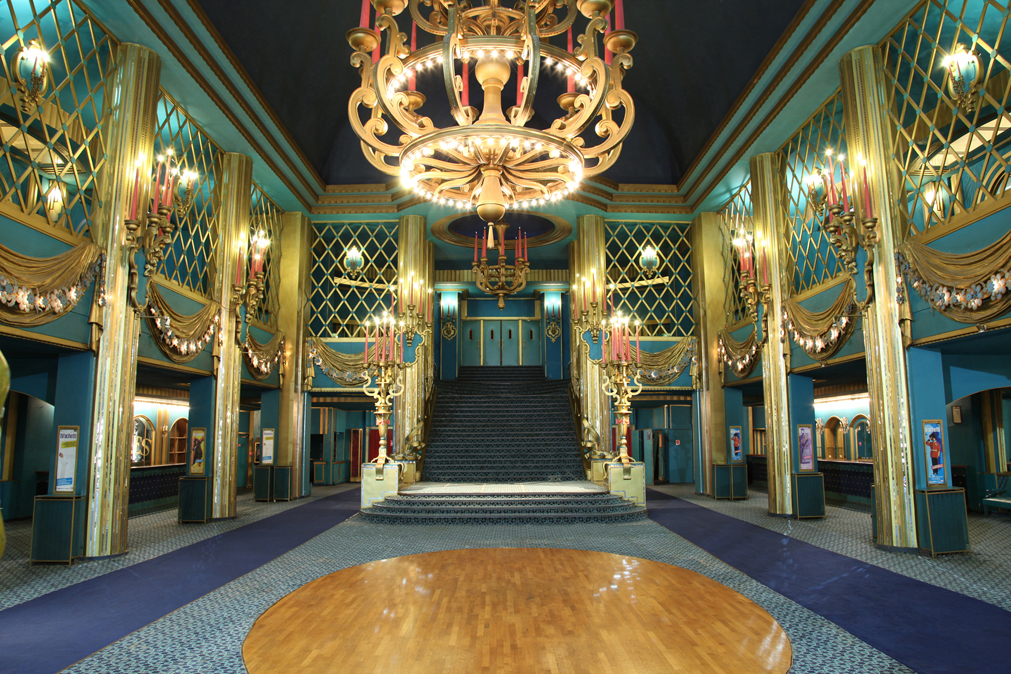
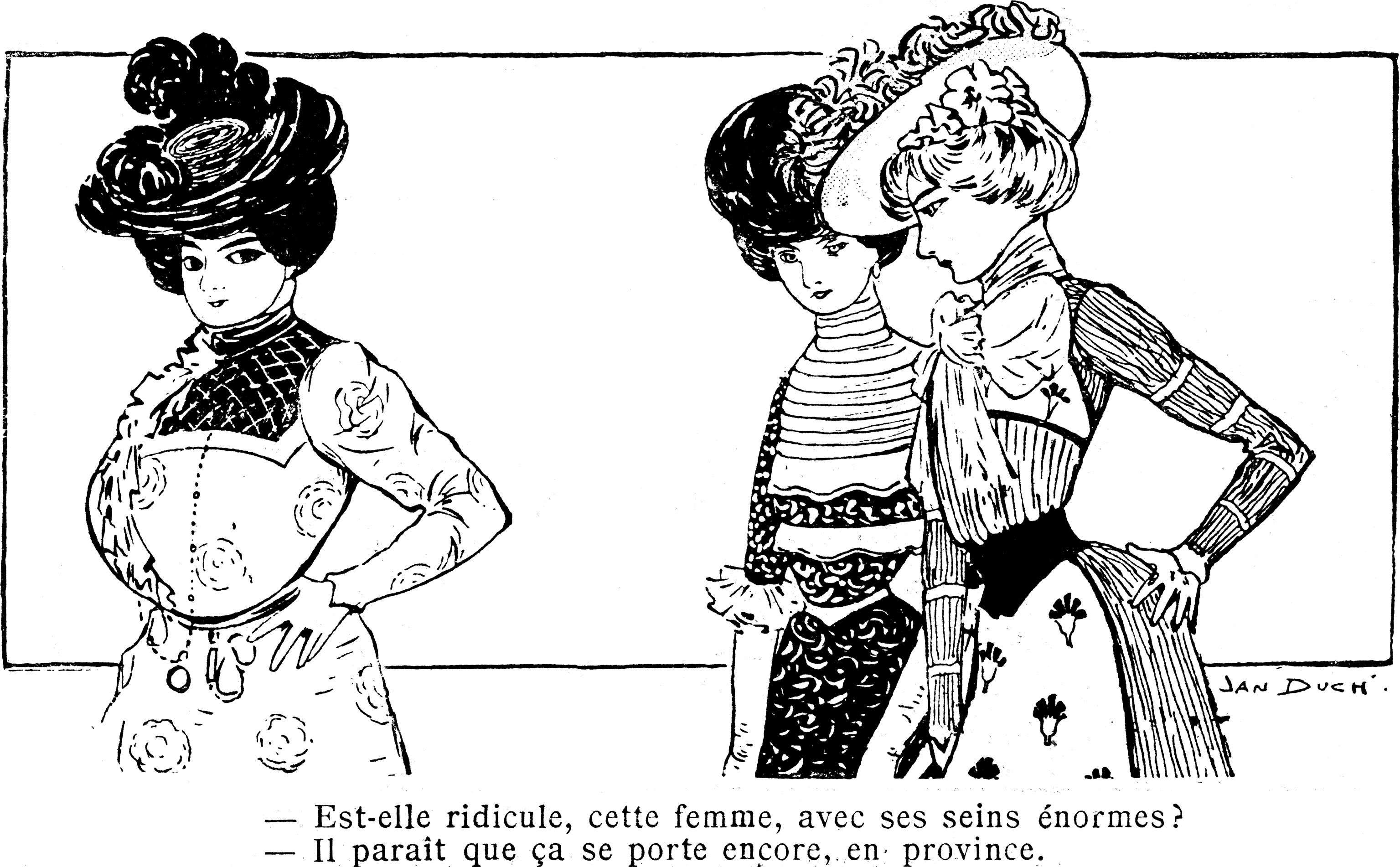
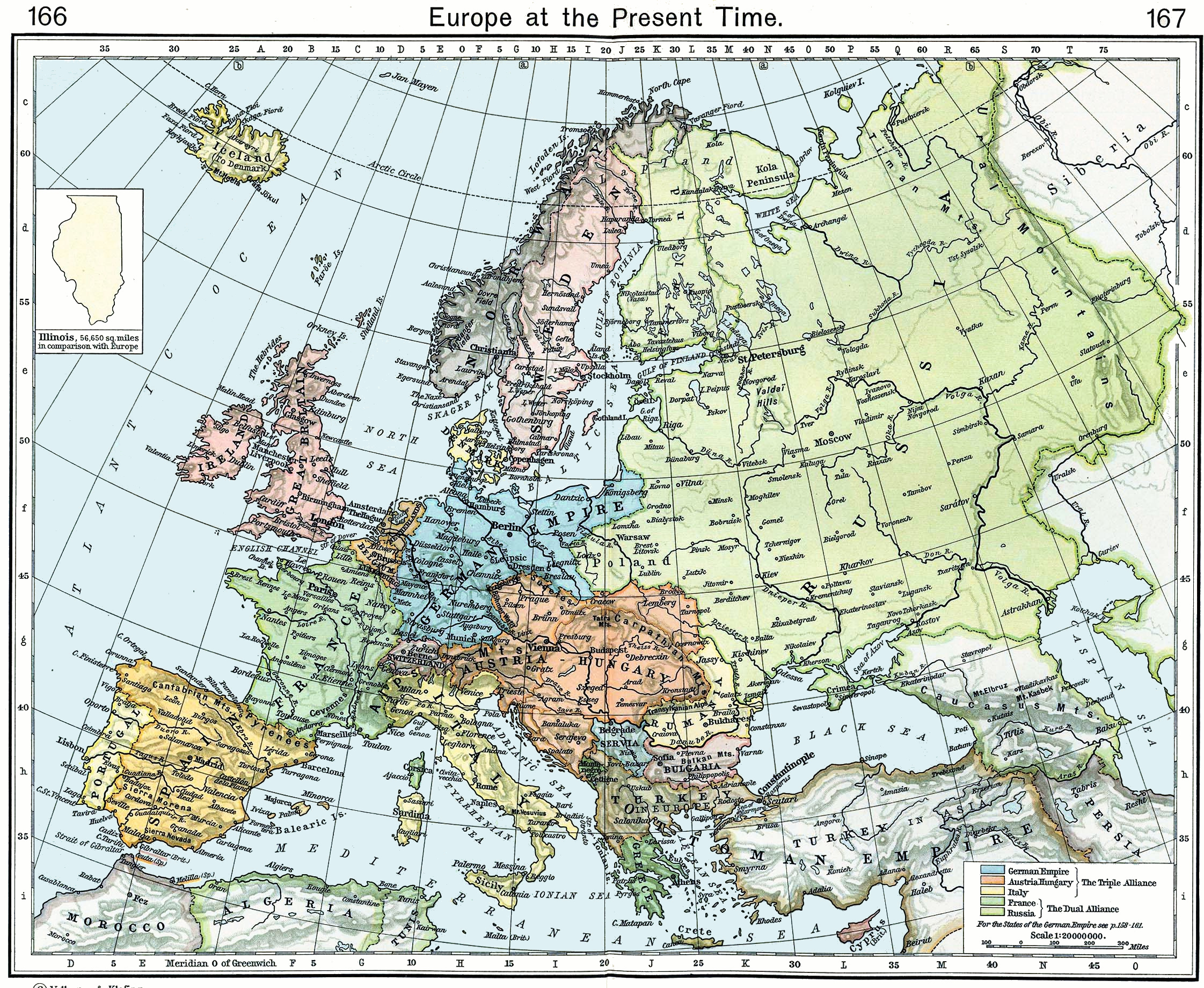
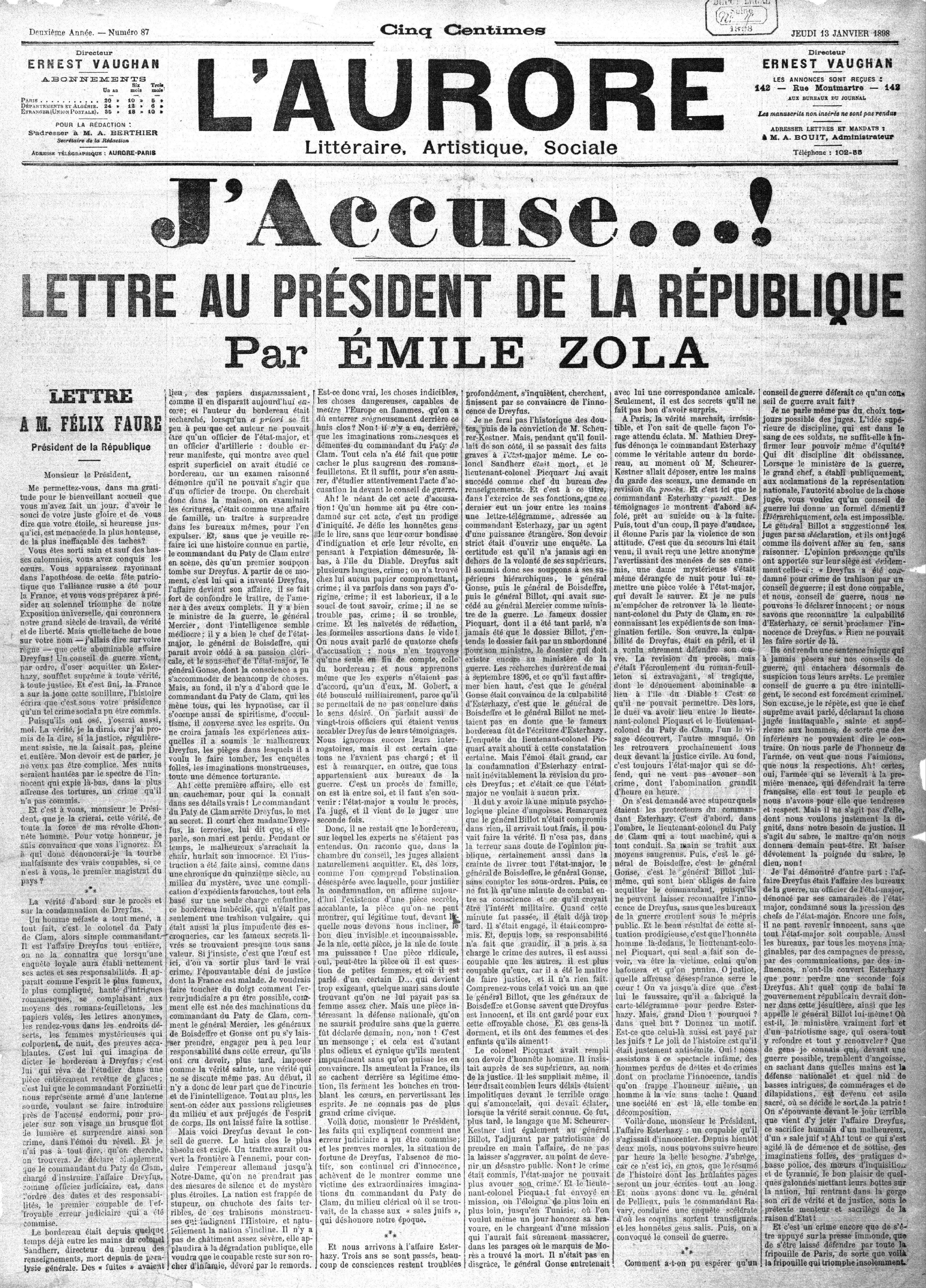
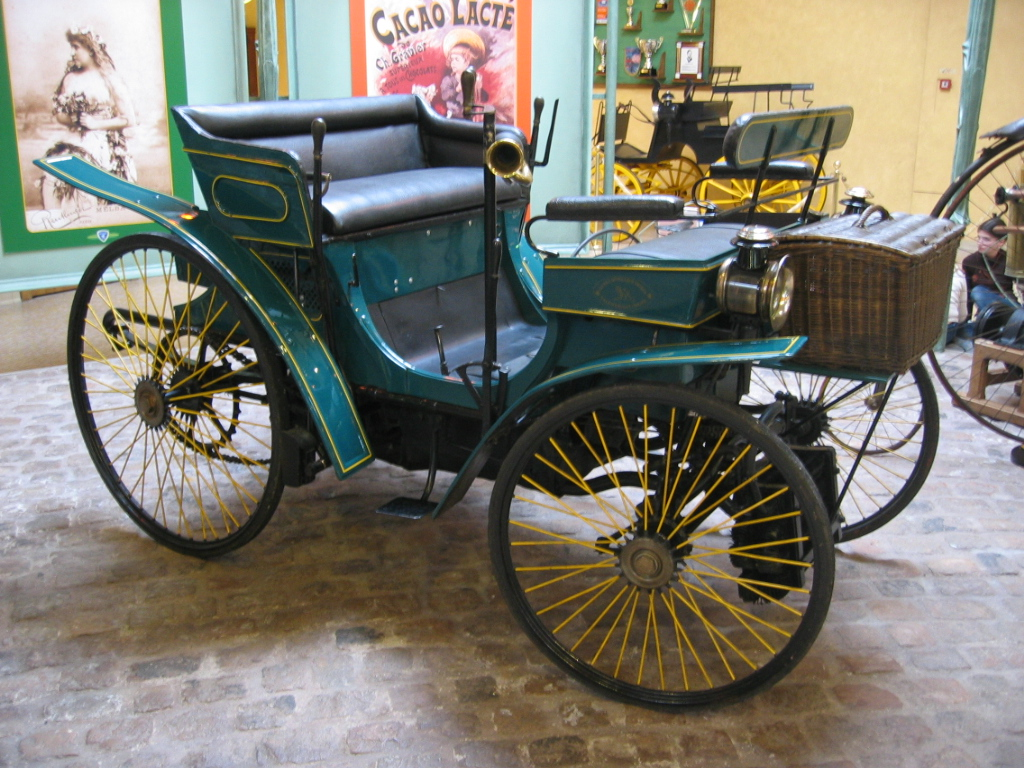
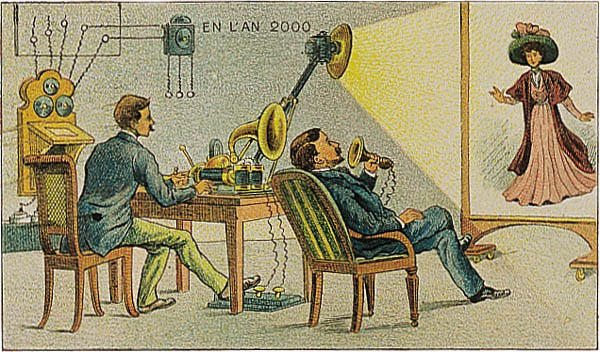
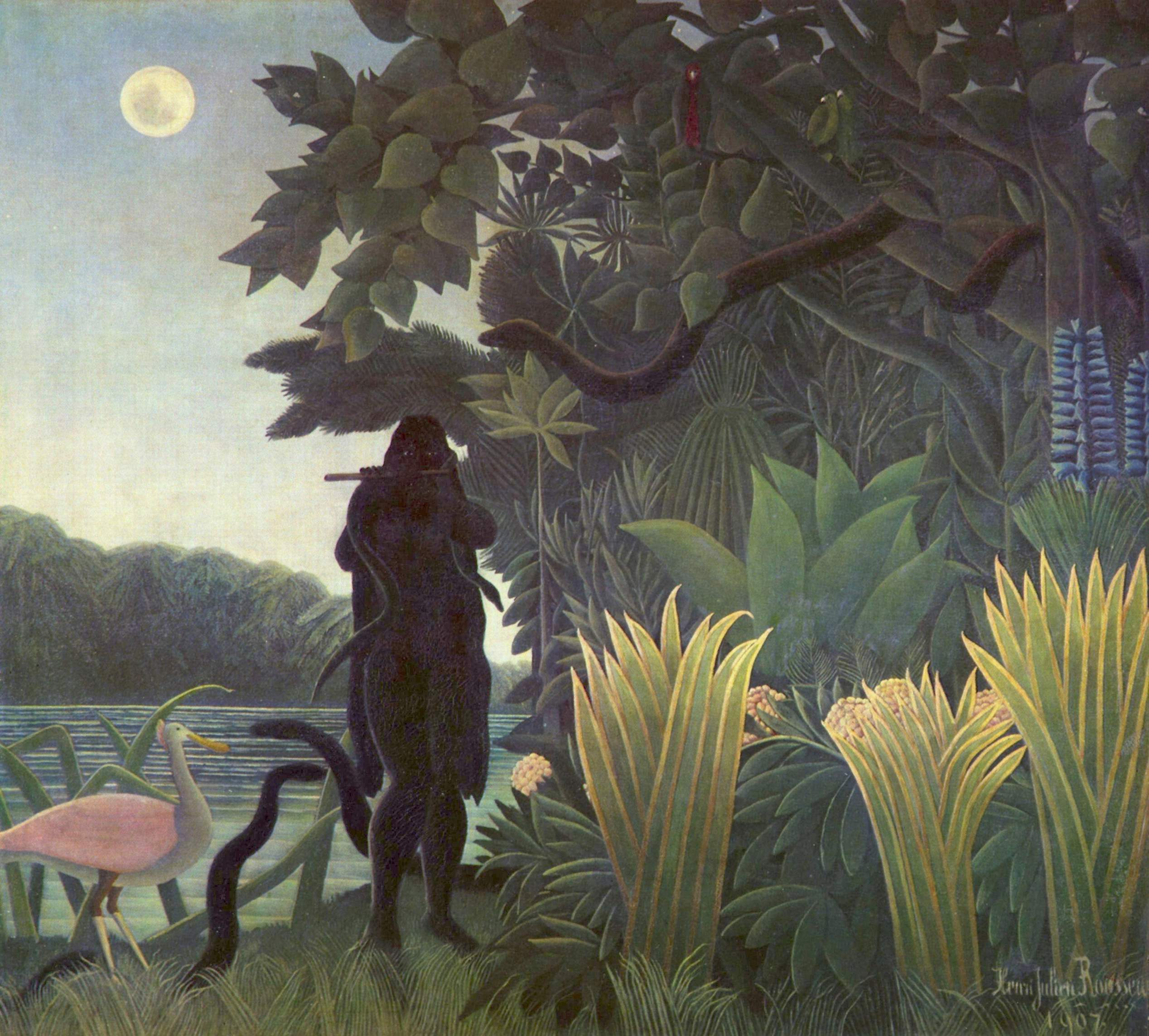
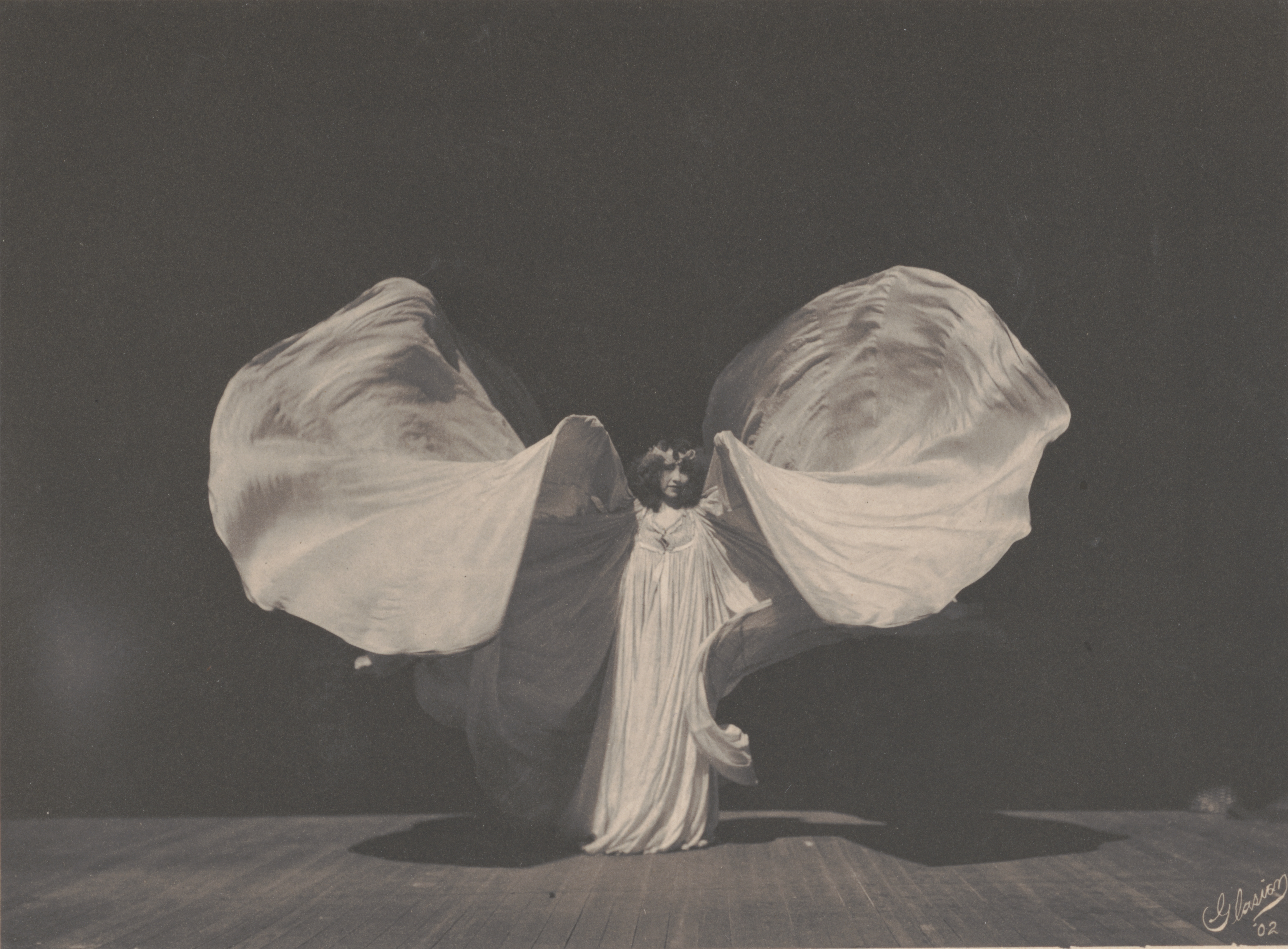
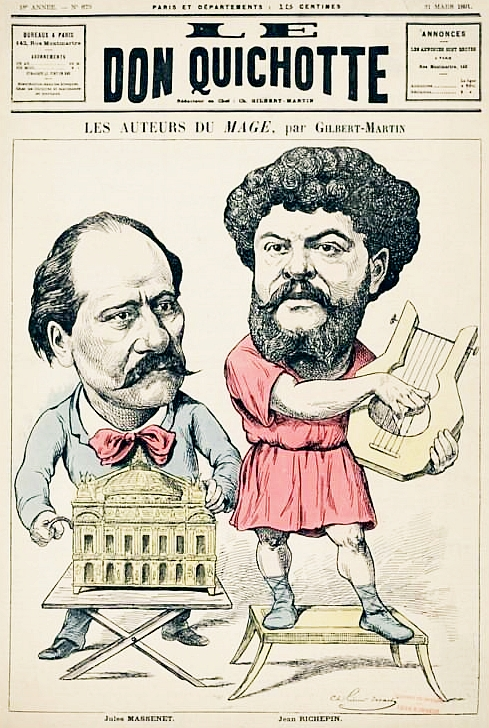
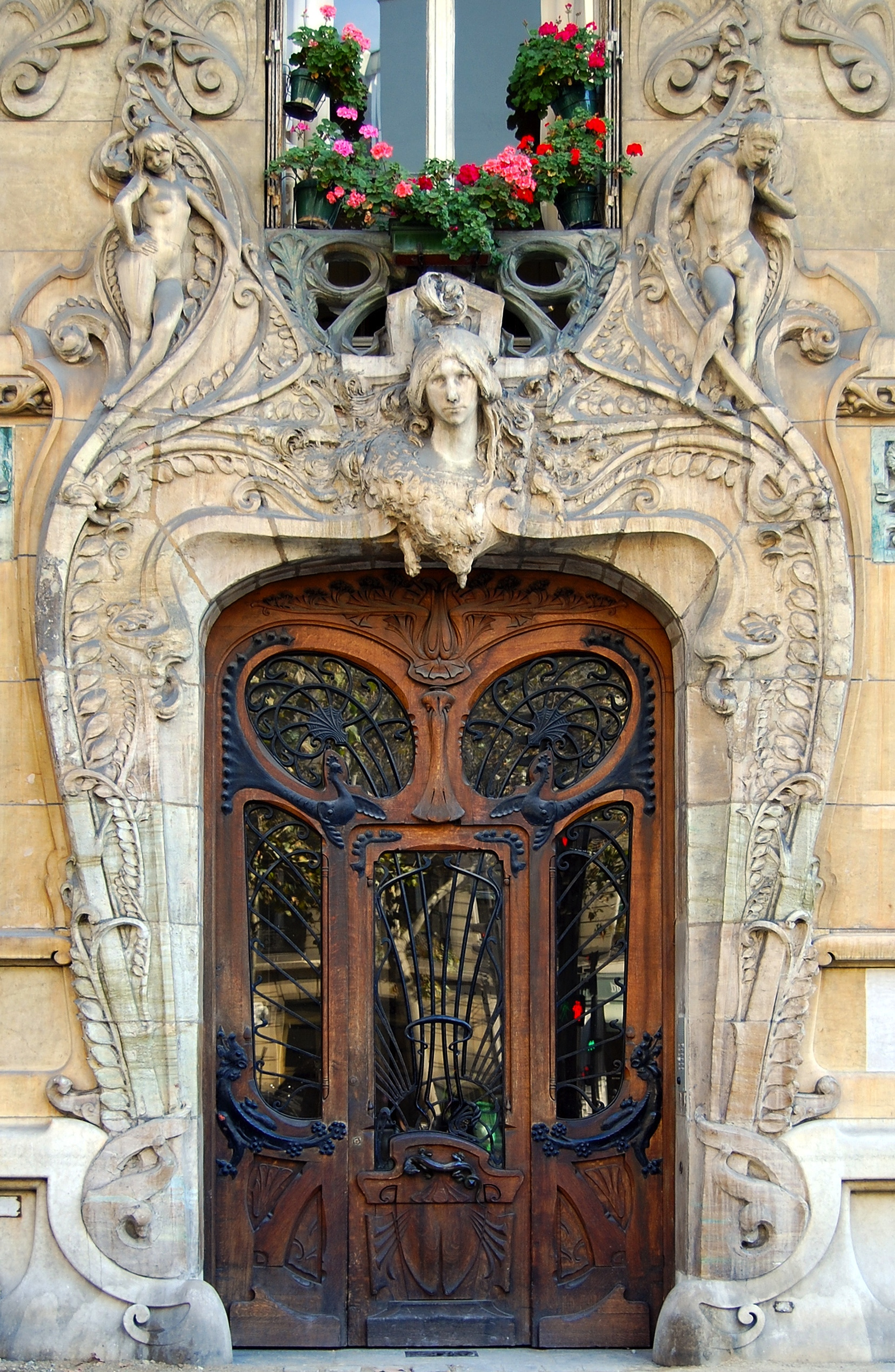